# Nene Martelli
Nene Martelli (Torino, 4 giugno 1927) è una pittrice italiana, coinvolta nell'avventura dell'International Center of Aesthetic Research (ICAR) di Michel Tapié dal 1960 al 1977.

## Biografia
All’anagrafe Irene Maria Antonietta, detta Nene,  nasce a Torino il 4 giugno 1927. Di origini novaresi, perde il padre in giovanissima età e la casa sotto i bombardamenti del 1942. Sfollata a Racconigi con la famiglia, riprende la vita torinese nel 1951 come maestra delle scuole d’infanzia, pur non interrompendo mai la sua attività artistica. Compagna dello scultore Gianni Fenoglio (1909-1968), deve all’incontro con Michel Tapié la sua carriera di pittrice e partecipa a numerose personali e collettive presentate dal critico francese.
Le continue frequentazioni con artisti come Franco Assetto, Luigi Boille, Franco Garelli, Alfonso Ossorio; le frequenti escursioni nelle Langhe che la conducono allo studio dell’amico Pinot Gallizio, i numerosi incontri ad Albisola Marina con Capogrossi, Crippa, Fontana (costruirà lei stessa un forno per ceramiche), segnano la sua formazione che la porterà all’elaborazione di uno stile personale, di un suo particolare alfabeto artistico a partire dalle suggestioni delle teorie insiemistiche, la calligrafia orientale, l’ipergrafia lettrista e la scrittura musicale.
Sempre lontana dalle mode come dagli interessi delle gallerie d’arte legate al collezionismo, nel 1974 si trasferisce a Rapallo vivendo una stagione creativa ricchissima fino al 2008 in cui ritorna a Torino dove, per cause indipendenti dalla sua volontà, non potrà più dipingere e si dedicherà alla raccolta e all’elaborazione delle sue memorie.

## Opere
- Numeroter, s.d., oro e olio su tela, cm 100 x 100, proprietà Città di Novara
- Icona, 1976, oro e olio su tela, cm 150 x 100, collezione dell'artista
- L'albero della vita[5], 2010, tecnica mista su tela, cm 200 x 100, collezione privata

## Opere in collezioni pubbliche
- 1955, Torino, Corso IV Novembre 114, ceramica sul soffitto dell'androne della casa dell'Arch. Burzio
- 1984, Rapallo, Cappella dell'Ospedale, Via Crucis
- 1998, Albisola Marina, Museo Civico d'Arte Contemporanea, Resurrezione, ceramica, cm 90 x 90
- 2000, San Gabriele (Teramo), Museo Stauròs di Arte Sacra Contemporanea - Isola del Gran Sasso, Pasqua di Resurrezione (1984), olio su tavola, diametro cm 180
- 2000, Pieve di Cento, Museo d'arte delle generazioni italiane del ʾ900 (MAGI), Natitività, 1982, Espaces ensemblistes/abstraits, 1984
- 2006, Novara, Palazzo del Broletto, Numeroter

## Principali mostre personali e collettive
- 1960, Torino - Galleria Cassiopea - Attività Artistiche Femminili, Dipinti Disegni Ceramiche di Nene Martelli
- 1972, Torino - Galleria Centronuovo, a cura di Lucio Cabutti e Mabel Chiappo
- 1975, Nuoro - Galleria Chironi 88
- 1977, Torino - ICAR, a cura di Michel Tapié
- 1985, Savona - Il Brandale, Il momento dell'immagine, a cura di Angelo Dragone
- 1986, Rapallo - Antico Castello sul mare, Segno e scrittura, a cura di Sandro e Luciano Cherchi
- 1993, Nene Martelli Gianni Fenoglio, a cura di Sandro Ricaldone
- 1995, Rapallo, Circolo Culturale Proposte Visive, Omaggio a Pound
- 1997, Torino - GAM, Toulouse (FR) - Espace d'Art moderne et contemporaine, Tapié Un art autre. Torino Parigi New York Osaka,a cura di Mirella Bandini
- 1998, Albisola Marina (SV) - Galleria Anna Osemont, Un alfabeto lontano. J.S. Bach, a cura di Stelio Rescio
- 2000, Kuala Lumpur - Museo d'Arte Contemporanea, Mostra di artisti contemporanei italiani
- 2002, Genova - Studio B2, Segni, insiemi, nodi[6], a cura di Sandro Ricaldone
- 2003, Torino - Arteregina, Un segno alfabetico[7], a cura di Angelo Mistrangelo
- 2005, Santa Margherita Ligure - Castello Cinquecentesco, Un magistrale spazio artistico, a cura di Mirella Bandini
- 2006, Torino - Arteregina, Michel Tapié e gli artisti torinesi. Dans un temps autre 1959-1977, a cura di Mirella Bandini
- 2006, Genova - Studio B2, Nene Martelli e i suoi amici artisti, a cura di Sandro Ricaldone
- 2007, Novara - Salone Arengo del Broletto e Spazio Aperto all'Arte di Art Action, Mostra dei vincitori del Premio Città di Novara 2006, a cura di Vincenzo Scardigno
- 2010, Torino - Palazzo Barolo[8], Il Sepolcro vuoto, un percorso d'arte contemporanea intorno alla Sindone, a cura di Giovanni Cordero
- 2011, Torino - Arteregina, Profili d'artista, a cura di Francesco De Bartolomeis
- 2017, Torino - Galleria Spaziobianco[9], Insieme di insiemi[10], a cura di Chiara Maraghini Garrone
- 2018, Cuneo – Fondazione Peano, La passione della pittura. Artisti a Torino e Alba 1950-1970, a cura di Ettore Ghinassi e Chiara Maraghini Garrone